# 養老鉄道
養老鉄道株式会社（ようろうてつどう、英: Yoro Railway Co., Ltd.）は、近鉄グループホールディングス傘下の鉄道事業会社、近畿日本鉄道（近鉄）の子会社で岐阜県西部・三重県北部を走る養老線を運営する鉄道会社である。2007年（平成19年）10月1日付けで近鉄より養老線の運営を引き継いでいる。当初は近鉄グループホールディングスの連結会社であったが、事業形態の変更に伴い、2018年（平成30年）度より非連結会社に変更された。
なお、立川勇次郎が設立し1913年（大正2年）から1919年（大正8年）にかけて当路線を開業させ、1922年（大正11年）まで運営していた養老鉄道とは別の企業である。
社紋は親会社近畿日本鉄道の社紋の中央に「Y」の文字を入れたものになっている。

## 沿革
- 2007年（平成19年）
  - 2月14日 - 近畿日本鉄道（当時）全額出資により、養老鉄道株式会社を設立[4]。
  - 5月9日 - 養老線の第二種鉄道事業の認可を申請する。
  - 6月27日 - 養老線の第二種鉄道事業が認可される。
  - 7月31日 - 国土交通省中部運輸局に対し、養老鉄道線の運賃を申請する。
  - 8月31日 - 国土交通省中部運輸局より、養老鉄道線の運賃が認可される。
  - 10月1日 - 近畿日本鉄道より養老線を引き継ぎ運営を開始する[4]。近畿日本鉄道は第三種鉄道事業者として線路などの施設や車両を保有し、養老鉄道が第二種鉄道事業者として列車を運行する。また、同時にダイヤ改正を実施し、乗客の利便性を考慮して「平日ダイヤ」と「土曜・休日ダイヤ」を導入、朝夕を中心に列車の増発・区間延長を行う。
- 2017年（平成29年）
  - 2月1日 - 沿線自治体の基金拠出により、一般社団法人養老線管理機構を設立[5][6][7]。近鉄から鉄道用地を借受け、譲渡された鉄道車両、施設の維持管理を行う法人。
  - 12月 - 近鉄が拠出する10億円を積み立てる「養老線支援基金」を設置[7]。
  - 12月 - 第三種鉄道事業者の養老線管理機構より500万円の出資を受ける[7]。
  - 12月21日 - 国土交通省より「鉄道事業再構築実施計画」が認定される[8][7]。
- 2018年（平成30年）
  - 1月1日 - 新事業形態（公有民営方式）へ移行する。これにより養老線管理機構が第三種鉄道事業者、養老鉄道が第二種鉄道事業者になる[9][7]。その記念事業として、養老線主要7駅に、各沿線市町の特徴を象った駅名標を設置[10]。
- 2019年（平成31年・令和元年） - 4月27日の全通100周年を記念して、100の記念企画が実施された[11]。主要な企画を以下に記す。
  - 1月15日 - 同じ立川勇次郎が創業し開業120周年を迎える京浜急行電鉄との相互連携を発表[12]。
  - 4月27日 - 全通100周年の記念式典を開催し、元東急の7700系電車が営業運転を開始[13][14]。
  - 6月2日 - サンリオとコラボレーションして、在来車1編成をハローキティのラッピング列車として走らせると、大垣市のイベントで発表[15]。600系601Fを使用して同年7月13日から運行が始まった[16]。11月30日まで運行された[16]。
- 2020年（令和2年）
  - 10月16日 - レシップ株式会社が提供するスマートフォンアプリ「QUICK RIDE」を 全国で初めて導入。「QUICK RIDE」で「養老鉄道1日フリーきっぷ（モバイル版）」の販売を開始[17]。
  - 11月1日 - 「枕木オーナー」設置開始。桑名駅から揖斐駅の全27駅の構内に1年間設置。以後も毎年度募集し駅構内に設置。なお、2021年度は前年と異なり池田町と共同でクラウドファンディングにより実施された。
  - 12月23日 - 公式X(旧Twitter)と公式Youtubeチャンネルを開設。
- 2022年（令和4年）
  - 3月23日 - 株式会社KINCHAKUと共同開発した「モバイル定期券」の販売を開始[18]。
  - 5月1日 - 「つり革オーナー」設置開始。7700系電車内に1年間取付。2023年度も600系（ラビットカー）が同年5月に竣工60周年（還暦）を迎えることを記念とし実施。600系（D06編成：606・506号車）車内に1年間取付。
- 2023年（令和5年）
  - 4月1日 - 障害者運賃割引制度を拡充。障害者の単独乗車と精神障害者にも割引を実施。
  - 5月15日 - 近畿日本鉄道における養老鉄道との連絡定期券と単独定期券の発売終了。「インターネット定期券予約サービス」を導入[19]。
  - 7月29日 - 日本旅行と協業し、サンリオの「シナモロール」のラッピング列車の運行を開始。2024年1月28日まで養老線を走行した[20]。
  - 8月1日 - 駅スタンプアプリ「エキタグ」を用いた駅スタンプのデジタル化を開始[21]。
- 2024年（令和6年）
  - 2月1日 - 「駅名標オーナー」募集開始。桑名駅から揖斐駅の全27駅に5月1日から1年間設置[22][23]。
  - 3月 - アド近鉄と協力し「養老鉄道 副駅名広告」の販売を開始。26日に多度駅の副駅名を「しあわせ祈願 多度大社」に決定[24]。

## 鉄道事業

### 路線
2018年1月1日現在
- 養老線 桑名駅 - 揖斐駅 57.5km（単線）
  - 桑名市 5駅、10.25km
  - 海津市 5駅、15.43km
  - 養老町 3駅、 9.02km
  - 大垣市 7駅、12.71km
  - 神戸町 3駅、 5.24km
  - 池田町 3駅、4.05km
  - 揖斐川町 1駅、0.80km

養老線は揖斐川に沿うように走っており、沿線にサイクリングロードが多数存在することもあり、桑名駅 - 大垣駅間および大垣駅 - 揖斐駅間において、土休日は終日、平日は昼間の指定列車でサイクルトレインを実施し、お勧めのサイクリングコースの提供も行っている。当該列車の前面には「サイクルトレイン」のマークが入っている。
列車は全列車ワンマン運転だが、一部の区間には車掌が乗務し、検札と車内での乗車券の発売を行っている。
2009年3月より毎週木曜日と土曜日の昼に車内で薬膳料理を提供する「薬膳列車」を運行している。料金は1日フリーきっぷ付で5,000円。

### 車両

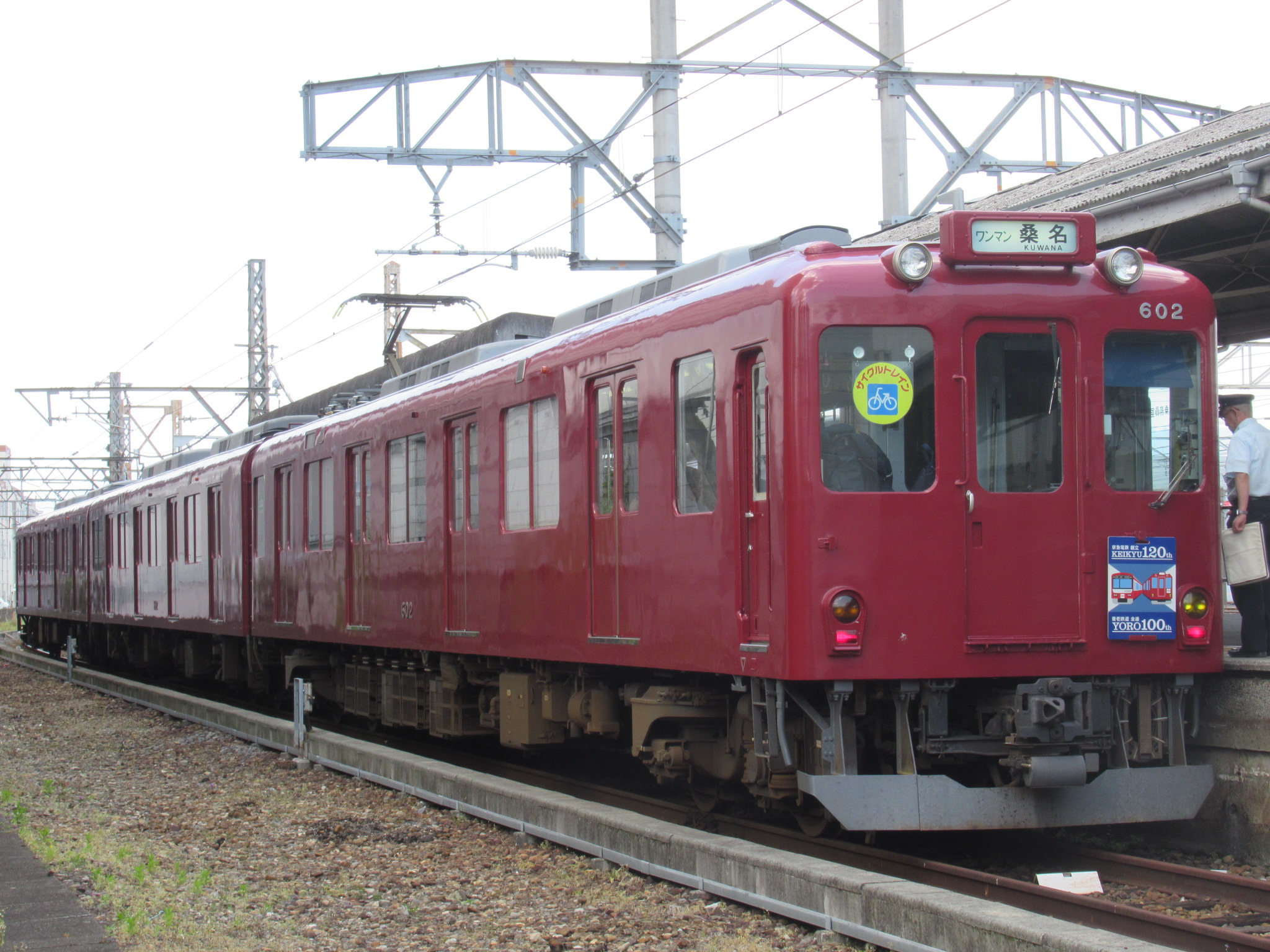
養老線で使用される600系電車

2018年1月以降はすべて養老線管理機構の所有で、養老鉄道に無償で貸与している。2014年4月から2017年12月までは養老鉄道の所有であった。2014年3月までは近鉄の所有で、養老鉄道はそれを借り受けて運行していた。日常の検修業務は近鉄時代と同じく西大垣にて行われ、大規模な検修も同じく近鉄の塩浜検修車庫にて行われる。検修業務は養老鉄道では行わず、近鉄により実施される。車両の塗色は、2008年7月6日の営業運転を最後に全車両が近鉄時代のマルーンの旧色1色塗装に戻されたが、2009年9月に600系1編成 (606F) がかつて走行していた近鉄南大阪線時代の「ラビットカー」と同じオレンジバーミリオン地に白帯を巻いた塗装に変更されている。
電気検測は引き続き近鉄所有の「はかるくん」（モワ24系）で行われている。公有民営方式に移行した2018年以降も同車で検測が行われている。

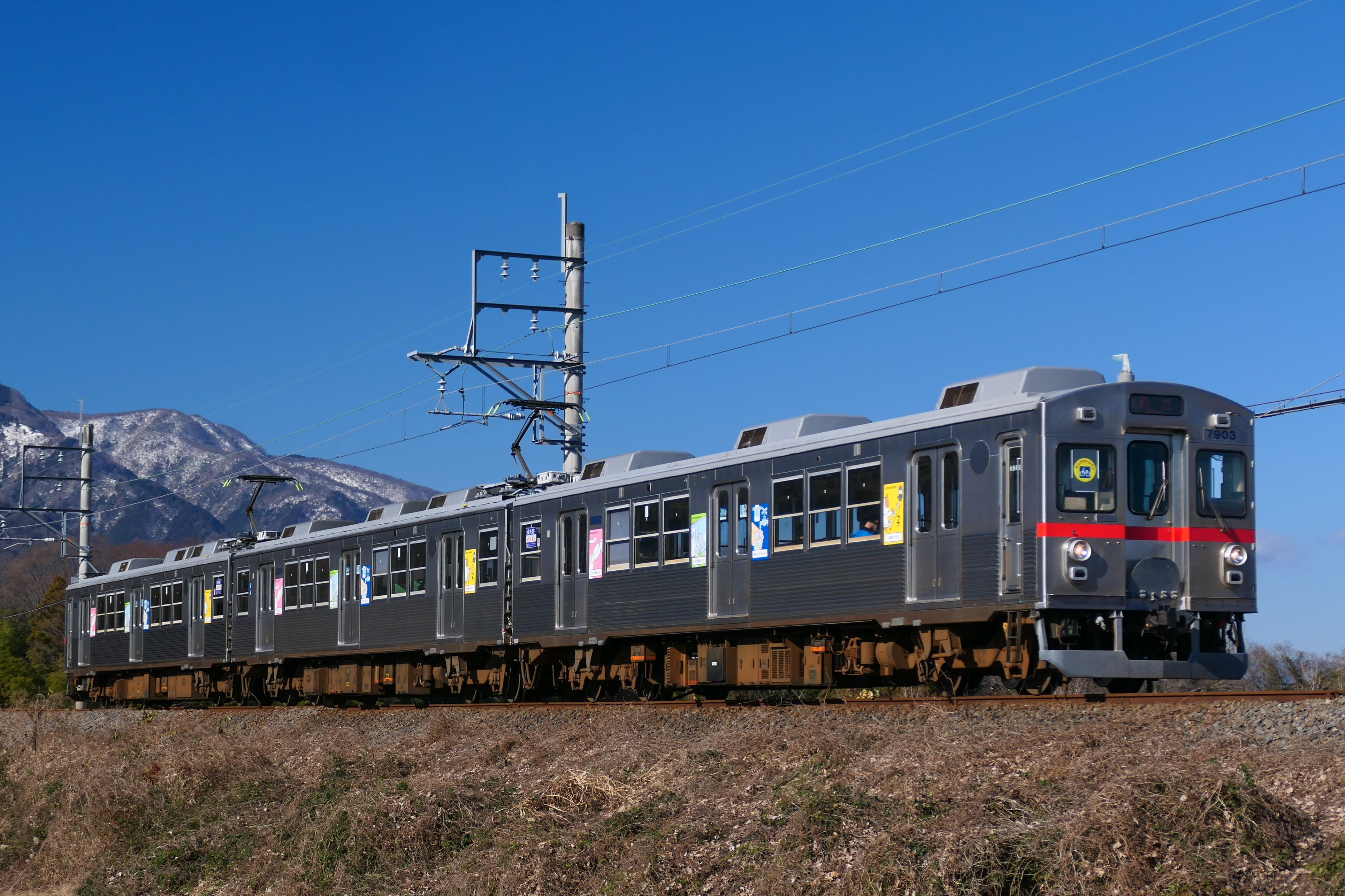
養老鉄道で運行されている7700系電車

2018年度からは、東京急行電鉄（東急）池上線・東急多摩川線で使用されていた7700系電車15両を東急テクノシステムから購入し、2018年度に3両編成2本、2019年度に3両編成1本と2両編成3本の計6編成15両を導入して、老朽化した既存車両31両の約半数の15両を置き換えた。今回導入された15両は2018年の9月から12月にかけて陸送され、このうち2018年度導入の3両編成2本の計6両は近鉄の塩浜検修車庫に直接輸送され、2019年度導入の3両編成1本と2両編成3本の計9両は同年度に改造を行うため、西大垣駅に留置されていた。塩浜検修車庫に陸送された3両編成2本の計6両は、ここで機器類の養老線仕様への変更、先頭車にワンマン運転時に使用される運賃箱とデジタル表示の運賃表示板の設置、編成内の1両に車椅子スペースの設置、一部の3両編成の中間車に転換式クロスシート8席の設置などの各種の改造が行われた。車体の外観デザインは、養老鉄道オリジナルの「緑帯」と「緑歌舞伎」、東急電鉄オリジナルの「赤帯」と「赤歌舞伎」の計4種類としている。2019年4月27日より営業運転を開始した。

### 運賃
大人旅客運賃（小児半額・10円未満切り上げ） - 2019年10月1日改定
| キロ程 km | 普通運賃 | 通勤定期 1か月 | 通学定期 1か月 |
| --------- | -------- | -------------- | -------------- |
| 1 - 3     | 210      | 7,790          | 3,770          |
| 4 - 6     | 260      | 9,750          | 4,720          |
| 7 - 10    | 310      | 11,690         | 5,650          |
| 11 - 14   | 370      | 13,640         | 6,600          |
| 15 - 18   | 420      | 15,590         | 7,550          |
| 19 - 22   | 470      | 17,540         | 8,480          |
| 23 - 26   | 530      | 19,480         | 9,430          |
| 27 - 30   | 580      | 21,430         | 10,370         |
| 31 - 40   | 700      | 26,110         | 10,530         |
| 41 - 50   | 830      | 30,790         | 10,390         |
| 51 - 58   | 950      | 35,480         | 11,440         |

- 通勤定期の割引率：38.2%（初乗り210円区間）
- 通学定期の割引率：70.1%（初乗り210円区間） - ただし距離が長くなると割引率は上がる。4月1日 - 3月31日までと期間を指定しているが割安で再発行可能な1年用の通学定期も発売されている。

スルッとKANSAIはもとより、TOICAやmanacaなどのICカードで乗車・精算はできない。2024年11月22日より一部駅に順次導入される新型自動券売機にて、電子マネー・クレジットカード・QRコード決済での乗車券（定期乗車券除く）の購入は可能である。

### 企画乗車券・グッズ
養老鉄道1日フリーきっぷ
養老線全線が1日乗り放題。発売額は大人1500円・小児750円。平日・休日とも利用できる。
近鉄時代から発売額を据え置いて発売されていた養老線全線が土曜・休日などに限り1日乗り放題となる「養老線休日フリーきっぷ」（大人1000円・小児500円、土曜・休日と春休み ・夏休み ・冬休み期間中に発売）に代わって、2014年1月6日から発売されている。
2020年10月16日からは、レシップが開発したモバイルアプリ「QUICK RIDE」でも購入・利用できるようになった。アプリからの購入の場合、先着3000人限定で（2014年まで発売されていた「養老線休日フリーきっぷ」と同額の）大人1000円・小児500円で購入できる。
映画「聲の形」とのコラボ企画
乗車券やグッズが2017年2月12日より発売されている。
ユネスコ無形文化遺産登録記念入場券セット
2017年4月16日より三岐鉄道・伊賀鉄道と共に3社沿線の祭りがユネスコ無形文化遺産に登録されたことを記念して発売されている。

### 駅務機器・乗車券の様式
近鉄からの分社化に伴い、各駅の駅名板や運賃表・有人駅の自動券売機はすべて新しいものに交換され、普通乗車券は裏が白色の非磁気化券に代わった。乗車券の地紋には養老鉄道の新社紋が描かれている（近鉄時代はスルッとKANSAIが使えないにもかかわらず、地紋はスルッとKANSAIのマスコット「スルットちゃん」だった）。

## 経営状態
養老鉄道は初年度、前年近鉄時代にあった約14億の赤字を約9億円にまで圧縮した。

### 自治体の支援
養老鉄道は、大垣市、桑名市、海津市、養老町、神戸町、揖斐川町、池田町の各自治体から支援を受けている。
平成19年
固定資産税・都市計画税相当額の支援
平成20年度以降
以下のうち、いずれか少ない方の額
1. 3億円（上限額）
2. 赤字額から線路使用料及び車両使用料に含まれる減価償却費並びに土地代等をのぞいた額の2分の1

例えば平成26年度は3億800万円（赤字額に対する補助3億円と新型ATS車上装置にかかる協調補助800万円）
自治体が支援する理由としては、地価が下がる恐れもあり地域の発展のため（養老町企画政策課）、交通弱者の足として確保する必要があった（大垣市生活安全課）などが挙げられる。ただし、収支が悪化すれば、支援を見直すことも視野に入れている。
また、岐阜県は2013年度から、養老鉄道が近鉄に支払っている施設維持や修繕経費に相当する額に対して安全対策事業費として補助する方針を明らかにした。2013年度は約5000万円を補助する見込み。

### 近鉄の支援
近畿日本鉄道は、養老鉄道の赤字額から、自治体等の負担額を差し引いた残額を負担する。

### 公有民営方式（上下分離方式）への移行
養老鉄道ではその後も年間9億円規模の赤字が続いていた。そこで、以下の方針で2017年（平成29年）中に公有民営方式（上下分離方式）へ移行する計画となった。
運行
運行は引き続き養老鉄道が行う。
鉄道施設の保有及び管理
線路など鉄道施設の保有や管理は、沿線自治体などが出資する第三セクター、あるいは沿線自治体などが基金を拠出する一般社団法人の新法人に移行する（2016年3月時点ではどちらの形態をとるかは未定だった）。近鉄は新法人に鉄道施設や車両を無償譲渡するとともに鉄道用地を無償貸与する。また、沿線自治体の負担金は新法人に支払う。近鉄は、新法人に出資（第三セクターの場合）あるいは基金の拠出（一般社団法人の場合）をしないが、経営の安定化や車両修繕などを目的とする「養老鉄道経営安定化基金（仮称）」に対して1回限りで10億円を拠出する。
2016年10月31日に、近鉄から養老鉄道の鉄道施設や車両を引き継いで保有・管理する新法人として「一般社団法人養老線管理機構」を2017年2月に設立するなどの基本方針が沿線自治体で合意された。近鉄が拠出する10億円を積み立てる「養老線支援基金」を、2017年10月 - 12月に大垣市が設置する方針についても合意した。
この方針に沿って策定され、2017年11月15日に認定申請されていた養老鉄道養老線の地域公共交通活性化再生法に基づく鉄道事業再構築実施計画が同年12月21日に認定されることになり、2018年1月1日から養老線管理機構を第三種鉄道事業者、養老鉄道を第二種鉄道事業者とする新事業形態へ移行することになった。
2019年3月28日の朝日新聞の記事によると、2017年度は1,700万円の黒字を計上している。

### 地域の支援
養老鉄道を支援する団体はいくつかある。
- 養老鉄道活性化協議会（沿線市町）
- 養老鉄道永続を進める会（池田町）
- 養老鉄道を守る会（養老町）
- 養老鉄道をどうする会（海津市）
- 養老鉄道を守る会“かいづ”（海津市）